# Fed Cup 2007 Zona Europea/Africana
La Zona Euro-Africana (Europe/Africa Zone) è una delle 3 divisioni zonali nell'ambito della Fed Cup 2007.
Essa è a sua volta suddivisa in tre gruppi (Group I, Group II, Group III) formati rispettivamente da squadre inserite in tali gruppi in base ai risultati ottenuti l'anno precedente.

## Gruppo I
località: Tennis Club Akademik, Plovdiv, Bulgaria (Terra)

Data: 18-21 aprile

### Pools
|   | Pool A            | ROU | SUI | DEN | NED |   |                   | Pool B | UKR | BLR | HUN | LTU |
| 1 | Romania (3-0)     |     | 2-1 | 2-1 | 2-1 | 1 | Ucraina (3-0)     |        | 3-0 | 2-1 | 3-0 |     |
| 2 | Svizzera (2-1)    | 1-2 |     | 3-0 | 3-0 | 2 | Bielorussia (2-1) | 0-3    |     | 2-1 | 2-1 |     |
| 3 | Danimarca (1-2)   | 1-2 | 0-3 |     | 2-1 | 3 | Ungheria (1-2)    | 1-2    | 1-2 |     | 2-1 |     |
| 4 | Paesi Bassi (0-3) | 1-2 | 0-3 | 1-2 |     | 4 | Lituania (0-3)    | 0-3    | 1-2 | 1-2 |     |     |

|   | Pool C         | SRB | SLO | SWE | EST |   |                   | Pool D | POL | LUX | GBR | BUL |
| 1 | Serbia (2-1)   |     | 2-1 | 1-2 | 3-0 | 1 | Polonia (3-0)     |        | 3-0 | 3-0 | 3-0 |     |
| 2 | Slovenia (2-1) | 1-2 |     | 2-1 | 3-0 | 2 | Lussemburgo (2-1) | 0-3    |     | 2-1 | 2-1 |     |
| 3 | Svezia (2-1)   | 2-1 | 1-2 |     | 3-0 | 3 | Regno Unito (1-2) | 0-3    | 1-2 |     | 3-0 |     |
| 4 | Estonia (0-3)  | 0-3 | 0-3 | 0-3 |     | 4 | Bulgaria (0-3)    | 0-3    | 1-2 | 0-3 |     |     |

### Play-offs
| Posizione     | Squadra vincitrice | Risultato | Squadra sconfitta |
| ------------- | ------------------ | --------- | ----------------- |
| 1°-4°         | Serbia             | 2-1       | Romania           |
| 1°-4°         | Ucraina            | 2-1       | Polonia           |
| 5°-8°         | Bielorussia        | 2-1       | Lussemburgo       |
| 5°-8°         | Svizzera           | 2-0       | Slovenia          |
| 9°-12°        | Svezia             | 3-0       | Regno Unito       |
| 9°-12°        | Ungheria           | 2-1       | Danimarca         |
| Retrocessione | Bulgaria           | 2-0       | Lituania          |
| Retrocessione | Paesi Bassi        | 2-0       | Estonia           |

- Serbia e Ucraina promosse al World Group II Play-offs
- Lituania ed Estonia retrocesse nel Gruppo II della Fed Cup 2008.

## Gruppo II
Località: National Tennis Centre, Petit Camp, Phoenix, Mauritius (Ceme3nto)

Data: 17-20 aprile

### Pools
|   | Pool A          | RSA | GRE | FIN |  |   |                            | Pool B | POR | GEO | BIH | NOR |
| 1 | Sudafrica (2-0) |     | 3-0 | 2-1 |  | 1 | Portogallo (3-0)           |        | 3-0 | 2-0 | 2-0 |     |
| 2 | Grecia (1-1)    | 0-3 |     | 2-0 |  | 2 | Georgia (2-1)              | 0-3    |     | 2-0 | 2-0 |     |
| 3 | Finlandia (0-2) | 1-2 | 0-2 |     |  | 3 | Bosnia ed Erzegovina (1-2) | 0-2    | 0-2 |     | 3-0 |     |
| 4 |                 |     |     |     |  | 4 | Norvegia (0-3)             | 0-2    | 0-2 | 0-3 |     |     |

### Play-offs
| Posizione     | Squadra vincitrice   | Risultato | Squadra sconfitta |
| ------------- | -------------------- | --------- | ----------------- |
| Promozione    | Portogallo           | 2-0       | Grecia            |
| Promozione    | Georgia              | 2-1       | Sudafrica         |
| Retrocessione | Bosnia ed Erzegovina | 2-0       | Finlandia         |

- Portogallo e Georgia promosse al Gruppo I della Fed Cup 2008.
- Norvegia e Finlandia retrocesse nel Gruppo III della Fed Cup 2008.

## Gruppo III
Località: National Tennis Centre, Petit Camp, Vacoas-Phœnix, Mauritius (Cemento)

Data: 23-27 aprile
|   | Pool A              | TUR | LIE | MRI | EGY | AZE |   |                  | Pool B | IRL | LAT | MNE | MLT | MDA |
| 1 | Turchia (4-0)       |     | 3-0 | 2-1 | 2-0 | 3-0 | 1 | Irlanda (4-0)    |        | 2-1 | 2-1 | 3-0 | 3-0 |     |
| 2 | Liechtenstein (3-1) | 0-3 |     | 3-0 | 2-1 | 3-0 | 2 | Lettonia (3-1)   | 1-2    |     | 3-0 | 3-0 | 2-0 |     |
| 3 | Mauritius (2-2)     | 1-2 | 0-3 |     | 2-1 | 3-0 | 3 | Montenegro (2-2) | 1-2    | 0-3 |     | 2-0 | 3-0 |     |
| 4 | Egitto (1-3)        | 0-2 | 1-2 | 1-2 |     | 3-0 | 4 | Malta (1-3)      | 0-3    | 0-3 | 0-2 |     | 3-0 |     |
| 5 | Azerbaigian (0-4)   | 0-3 | 0-3 | 0-3 | 0-3 |     | 5 | Moldavia (0-4)   | 0-3    | 0-2 | 0-3 | 0-3 |     |     |

- Turchia e Irlanda promosse al Gruppo II della Fed Cup 2008.